# Pomnik Wypędzonych Wielkopolan
Pomnik Wypędzonych Wielkopolan przez Niemców w latach 1939 - 1945 – pomnik w Poznaniu, zlokalizowany przy ul. Towarowej róg Powstańców Wielkopolskich, w Parku Karola Marcinkowskiego. Upamiętnia wysiedlenia Polaków z Kraju Warty przez okupanta niemieckiego w czasie II wojny światowej.

## Historia
Decyzję ustalającą lokalizację pomnika wydał prezydent miasta Poznania w styczniu 2014. W grudniu 2015 miejski Zespół ds. Wznoszenia Pomników jednomyślnie zrezygnował z organizacji konkursu na projekt monumentu. W marcu 2016 (po przeprowadzeniu publicznej debaty) akceptację zyskał projekt Jarosława Mączki, który został wcześniej wybrany przez społeczny komitet budowy obiektu. Powstać miał z szarego granitu strzegomskiego, rzeźba miała być kuta w sjenicie, a liternictwo miano wykonać z brązu. Centralna postać dziewczynki wyrażała bezmiar krzywd wyrządzonych wypędzonym, wśród których było 31% dzieci. Projekt został zaopiniowany pozytywnie przez Zespół ds. Wznoszenia Pomników. W październiku 2016 zespół ten z nieznanych przyczyn odwołał swoją akceptację, a jego przewodnicząca, Joanna Bielawska-Pałczyńska zainicjowała powtórne głosowanie, w którym odrzucono wcześniejsze uzgodnienia. W 2018 miasto rozpisało otwarty konkurs na projekt monumentu. 14 listopada 2018 odbyła się publiczna debata nad dziewięcioma nadesłanymi projektami, które w większości zebrały negatywny odbiór nie obrazując należycie cierpienia wypędzonych i okrucieństwa niemieckiego najeźdźcy (Zenon Ulatowski, syn więźnia niemieckiego obozu koncentracyjnego stwierdził m.in.: Oni tego nie przeszli, gdyby to przeszli, to by to czuli. A tak projektują takie bzdury, które tutaj są pokazane. Ja się zastanawiam czy to nie było specjalnie zrobione w ten sposób, żeby przedłużyć jak najdalej to, żeby tego pomnika nie było). Sąd Konkursowy, któremu przewodniczył prof. Antoni Janusz Pastwa, nie przyznał żadnej nagrody, a jedynie dwa wyróżnienia. Zaproponowano rozpisanie nowego, dwuetapowego konkursu otwartego.
Dzięki staraniom rodzin wysiedlonych, Prezydenta Miasta Poznania, Marszałka Województwa Wielkopolskiego, Wojewody Wielkopolskiego oraz Instytutu Pamięci Narodowej doszło do rozstrzygnięcia konkursu na pomnik. Na wykonawcę został wybrany Karol Badyna. Jego odsłonięcie miało miejsce 5 listopada 2024, w 85. rocznicę wypędzenia Wielkopolan.